# جبهه ملی ایران (سامان ششم)
جبهه ملی ششم نام گروهی از اعضای جبهه ملی است که بر اثر بروز اختلافاتی از جبهه ملی ایران انشعاب کرده و جبهه ملی ایران (سامان ششم) را در آبان ۱۳۹۷ تأسیس کردند. این مجموعه در ۷ بهمن ۱۴۰۱ طی بیانیه ای که توسط ریاست شورای مرکزی مجموعه جمال درودی نوشته شد پایان کار جبهه ملی ششم و تشکیل جبهه ملی ایران و اروپا را اعلام کرد.

## تاریخچه
پس از انتخابات درون سازمانی جبهه ملی ایران در بیست و ششم آبان ۱۳۹۷ هیئت رهبری و اجرایی جدیدی انتخاب شدند که در این میان پنج نفر از اعضای شورای مرکزی از مجموعه جبهه ملی ایران جدا شده و گروه جبهه ملی (سامان ششم) را تأسیس کردند. اعضای اصلی و شاخص هیئت مؤسس سامان ششم عبارت بودند از: هرمیداس باوند، علی رشیدی و کوروش زعیم.
از دیگر افراد شناخته شده که به مجموعه سامان ششم پیوسته‌است می‌توان به سید حسن امین اشاره کرد. او که در ابتدا با انشعاب موافق نبود، پس از لغو عضویت در جبهه ملی ایران، به جبهه ملی ایران (سامان ششم) پیوست. (سید حسن امین بنا به اطلاعیه مورخ ۲۶ آبان ۱۴۰۰ از عضویتش در مجموعه لغو شد)
موضوع انشعاب در جبهه ملی مورد انتقاد واقع شد اما سخنگوی جبهه ملی ایران (سامان ششم) (هرمیداس باوند) اعلام کرد که سامان ششم در مقام تضاد نیست.

## انحلال و تشکیل جبهه ملی ایران و اروپا
جمال درودی دبیر شورای مرکزی این سازمان در ۷ بهمن ۱۴۰۱ طی بیانیه اعلام کرد که با توجه به مشکلات پیش آمده در داخل مجموعه نام خود را از جبهه ملی ایران (سامان ششم) به جبهه ملی ایران و اروپا تغییر داده‌است و از این به بعد به همین نام فعالیت می‌کند.

## ساختار
سامان ششم دارای ساختار زیر می‌باشد:
- شورای مرکزی
- هیئت رهبری
- هیئت اجرایی

## اعضای شورای مرکزی و هیئت رهبری
اعضاء هیئت رهبری:
- داود هرمیداس باوند - سخنگو (درگذشت ۲۱ آبان ۱۴۰۲)
- گیتی پورفاضل
- جمال درودی
- علی رشیدی
- کوروش زعیم

اعضاء هیئت اجرایی:
- سید حسن امین - اخراج از جبهه ملی ایران (سامان ششم)[۹]
- محمد اویسی
- اشکان رضوی - اخراج پنجشنبه ۱۳ آبان ۱۴۰۱[۱۱][۱۲]
- علی شجاع - درگذشت مرداد ۱۴۰۲[۱۳]
- حمید شمس
- ناصر کمیلیان

اعضای شورای مرکزی جبهه ملی ایران (سامان ششم) در تاریخ ۳۰ فروردین ۱۳۹۹ خورشیدی عبارت بودند از:
ریاست شورای مرکزی:
جمال درودی
1. داود هرمیداس باوند
2. سید حسن امین - اخراج از جبهه ملی ایران (سامان ششم)[۹]
3. علی رشیدی
4. کوروش زعیم
5. اشکان رضوی -اخراج از جبهه ملی ایران (سامان ششم)[۱۱]
6. جمال درودی - استعفا از جبهه ملی (سامان ششم) ۱۰شهریور ۱۴۰۲
7. حمید شمس
8. علی شجاع - درگذشت مرداد ۱۴۰۲[۱۳]
9. گیتی پورفاضل
10. مجتبی موسوی
11. محمد اویسی
12. ناصر کمیلیان